# Elżbieta Radziszewska
Elżbieta Radziszewska (ur. 6 stycznia 1958 w Białocinie) – polska lekarka i polityk, posłanka na Sejm III, IV, V, VI, VII i VIII kadencji (1997–2019), sekretarz stanu w Kancelarii Prezesa Rady Ministrów i pełnomocnik rządu do spraw równego traktowania (2008–2011), wicemarszałek Sejmu VII kadencji (2014–2015).

## Życiorys
Córka Zygmunta i Zofii. Ukończyła III Liceum Ogólnokształcące w Piotrkowie Trybunalskim, następnie w 1982 studia na Wydziale Lekarskim Akademii Medycznej w Łodzi. Została specjalistką II stopnia w zakresie chorób wewnętrznych. Była asystentką w poradni kardiologicznej szpitala regionalnego, następnie zaś lekarzem w prywatnym gabinecie w Piotrkowie Trybunalskim. W pierwszej połowie lat 90. pełniła funkcję radnej Piotrkowa Trybunalskiego wybranej z ramienia Komitetu Obywatelskiego.
Należała do ROAD, Unii Demokratycznej i Unii Wolności. Kierowała piotrkowskimi strukturami ostatniego z tych ugrupowań. W 2001 przystąpiła do Platformy Obywatelskiej. W gabinecie cieni PO była odpowiedzialna za sprawy kobiet i rodziny.
W wyborach w 1993 bez powodzenia kandydowała do Sejmu z listy Unii Demokratycznej w okręgu piotrkowskim. W latach 1997–2007 sprawowała mandat posłanki III, IV i V kadencji. W Sejmie pełniła m.in. funkcję zastępczyni przewodniczącego Komisji Rodziny i Praw Kobiet. W wyborach parlamentarnych w 2007 po raz czwarty została posłanką, otrzymując w okręgu piotrkowskim 33 480 głosów.
17 marca 2008 objęła stanowisko sekretarza stanu w Kancelarii Prezesa Rady Ministrów, 30 kwietnia tego samego roku została także pełnomocniczką rządu do spraw równego traktowania. 21 listopada 2011 została odwołana z obu funkcji. W wyborach parlamentarnych w 2011 ponownie kandydowała z 1. miejsca na liście Platformy Obywatelskiej w okręgu wyborczym nr 10, utrzymując mandat na kolejną kadencję; oddano na nią wówczas 19 269 głosów. W Sejmie VII kadencji została członkinią i rotacyjną przewodniczącą Komisji do Spraw Służb Specjalnych. 24 września 2014 została wybrana na wicemarszałka Sejmu, zastąpiła Cezarego Grabarczyka, który objął stanowisko ministra sprawiedliwości w rządzie Ewy Kopacz.
W wyborach w 2015 została ponownie wybrana do Sejmu, otrzymując 12 741 głosów. W Sejmie VIII kadencji była członkinią Komisji Zdrowia oraz Komisji Łączności z Polakami za Granicą. Nie wystartowała w kolejnych wyborach w 2019.

## Wyniki w wyborach ogólnopolskich
| Wybory | Komitet wyborczy   | Komitet wyborczy      | Organ             | Okręg | Wynik        |
| ------ | ------------------ | --------------------- | ----------------- | ----- | ------------ |
| 1993   |                    | Unia Demokratyczna    | Sejm II kadencji  | nr 33 | 1925 (0,87%) |
| 1997   |                    | Unia Wolności         | Sejm III kadencji | nr 33 | 6114 (3,14%) |
| 2001   |                    | Platforma Obywatelska | Sejm IV kadencji  | nr 10 | 6682 (2,74%) |
| 2005   | Sejm V kadencji    | Platforma Obywatelska | 16 199 (7,27%)    | nr 10 |              |
| 2007   | Sejm VI kadencji   | Platforma Obywatelska | 33 480 (11,47%)   | nr 10 |              |
| 2011   | Sejm VII kadencji  | Platforma Obywatelska | 19 269 (7,38%)    | nr 10 |              |
| 2015   | Sejm VIII kadencji | Platforma Obywatelska | 12 741 (4,46%)    | nr 10 |              |